# Чарлс Џарот
Чарлс Џарот (енгл. Charles Jarrott; Лондон, 16. јун 1927 — Лос Анђелес, 4. март 2011) био је британски редитељ.

## Биографија
Рођен је 16. јуна 1927. у Лондону као син енглеског возача тркачких аутомобила и бизнисмена Чарлса Џарота. Служио је у Краљевској ратној морнарици током Другог светског рата. Женио се три пута, са Роузмери Пејлин (1949—57), глумицом Кетрин Блејк (1959—82) и Сузан Бледсо (1992—2003).
Најпознатији је по драмама које је режирао за продуцента Хала Волиса, међу којима је и Ана од хиљаду дана, за који му је додељена награда Златни глобус за најбољу режију 1969. године.
Његов филм Mary, Queen of Scots је био номинован за шест Оскара и неколико Златних глобуса. Преминуо је 4. марта 2011. од карцинома простате.

## Филмографија
- Time to Remember (1962)
- Ана од хиљаду дана (1969)
- Mary, Queen of Scots (1971)
- Lost Horizon (1973)
- The Dove (1974)
- Escape from the Dark (1976) (познат The Littlest Horse Thieves)
- The Other Side of Midnight (1977)
- The Last Flight of Noah's Ark (1980)
- Condorman (1981)
- The Amateur (1981)
- The Boy in Blue (1986)
- Morning Glory (1993)
- The Secret Life of Algernon (1997)
- Turn of Faith (2001)